# Adam Strycharczuk
Adam Strycharczuk (ur. 9 czerwca 1990 w Warszawie) – polski piosenkarz, osobowość internetowa i prezenter.
Współtwórca i od 2013 wokalista kanału „Na Pełnej” na YouTube, od 2018 wokalista zespołu Galaxi. Znany z parodiowania popularnych utworów (m.in. „Ja jem kebaba” i „Nie tak szybko”) oraz licznych skeczy komediowych w serwisie YouTube.

## Życiorys
Od 2013 wraz z Janem Frączkiem tworzy kanał w serwisie YouTube. Początkowo kanał zawierał krótkie skecze, ale rozgłos przyniósł im format „Na Pełnej Hits”, czyli parodie muzyczne i komediowe utwory autorskie. Kanał w ciągu siedem lat zgromadził ponad 260 tys. subskrypcji oraz ponad 80 mln wyświetleń. Do najpopularniejszych zaliczyć można „Ja jem kebaba” oraz „Nie tak szybko”, które zajęło szóste miejsce w rankingu najpopularniejszych polskich wideo na YouTube w 2017.
Zagrał epizodyczne role w reklamach i serialach telewizyjnych, takich jak np. Malanowski i Partnerzy, M jak miłość, Prawo Agaty i Sędzia Anna Maria Wesołowska.
W latach 2018–2019 był wokalistą discopolowego zespołu muzycznego Galaxi. W 2021 wrócił do grupy.
Od lutego do lipca 2019 prowadził i współtworzył z Janem Frączkiem „Program Na Pełnej”, emitowany w stacji 4FUN.TV. W maju 2019 wziął udział w programie rozrywkowym Polsatu Piosenki z drugiej ręki. W 2019 zwyciężył w finale dwunastej edycji programu Twoja twarz brzmi znajomo, którego był jurorem w latach 2020–2021. W 2020 wystąpił w świątecznym odcinku programu Twoja twarz brzmi znajomo.
Od września do grudnia 2020 współprowadził z Moniką Goździalską program lifestyle’owy Superstacji Z pierwszej strony, w którym przeprowadzał wywiady z osobami ze świata show-biznesu.

## Programy telewizyjne
- 2019: Program Na Pełnej (4FUN.TV) - współtwórca
- 2019: Piosenki z drugiej ręki (Polsat) - uczestnik, wokalista
- 2019: Twoja twarz brzmi znajomo (Polsat) – uczestnik 12. edycji, zwycięzca
- 2020–2021: Twoja twarz brzmi znajomo (Polsat) – juror
- 2020: Z pierwszej strony (Superstacja) - współprowadzący